# José Lloret "Calsita"
José Lloret Pérez más conocido como "Calsita" (Villajoyosa, provincia de Alicante, España, 11 de febrero de 1922 – Villajoyosa, 27 de diciembre de 2004) fue un futbolista español. Jugó de delantero en Primera División de España con el Club Atlético de Madrid y Real Murcia Club de Fútbol, si bien fue en el Hércules Club de Fútbol donde fue un jugador clave siendo el máximo goleador en la historia del club herculano hasta los años 1990.

## Trayectoria
Calsita procedía de una familia vilera muy vinculada a la marina. Su padre regentó una fábrica de hilados donde se producía mayormente redes de pesca. Mientras jugaba al fútbol siguió dedicándose a los negocios marineros, como los barcos de pesca, además de ser uno de los promotores de la fusión de las siete fábricas de hilados que existían en La Vila que dio lugar a la firma Redes Sintéticas S.A. Fue en su localidad natal donde comenzó jugando en la Sociedad Deportiva Villajoyosa, también jugó en otros equipos de la zona como el Denia. En su primera etapa en el Hércules causó un rendimiento espectacular con una cifra de 23 goles en una temporada que fue el récord goleador del club durante cuatro décadas. Su traspaso al Atlético de Madrid tuvo importancia en la época, el cual ascendió a 1.200.000 pesetas de las cuales 850.000 eran para el jugador y 350.000 para el Hércules. En el Atlético jugó 8 partidos y logró 7 goles, cifra que según afirmó Calsita fue discreta debido a sus desavenencias con el entrenador Helenio Herrera y por realizar unas declaraciones en la prensa afirmando que Gaspar Rubio era el mejor entrenador del mundo.
Posteriormente jugó en el Real Murcia dos temporadas, la primera de ellas en Primera división. En la temporada 1952/53 jugó en el Alicante Club de Fútbol hasta que a mediados de temporada se marchó al Hércules. En su última temporada en el club herculano, logró el ascenso a la máxima categoría en 1954. Posteriormente jugó nuevamente en el Alicante, y se retiró en el Sociedad Deportiva Villajoyosa con 40 años de edad. Mientras fue futbolista profesional siguió jugando la Copa San Pedro con la SD Villajoyosa. Uno de sus hijos, Jeroni Lloret "Calsita" también fue futbolista y entrenó a diversos equipos como Benidorm o Alcoyano.

## Clubes
| Club                     | País   | Año       |
| ------------------------ | ------ | --------- |
| S. D. Villajoyosa        | España |           |
| C. D. Denia              | España |           |
| Orihuela Deportiva C. F. | España | 1945-1947 |
| Hércules C. F.           | España | 1947-1949 |
| Club Atlético de Madrid  | España | 1949-1950 |
| Real Murcia C. F.        | España | 1950-1952 |
| Alicante C. F.           | España | 1952-1953 |
| Hércules C. F.           | España | 1952-1954 |
| Alicante C. F.           | España | 1954-1955 |
| S. D. Villajoyosa        | España | 1955-1963 |